# Скуол
Ску̀ол (на немски: Scuol, на местния диалект Шку̀ол, до 1943 г. Шулс, Schuls) е курортен град и община в Източна Швейцария.
Разположен е на левия бряг на река Ин на около 35 km на изток от Давос и на около 15 km от границата с Италия и Австрия.
Първите сведения за града като населено място датират от 1095 г. под името Шулес (на немски Schulles).
Балнеологичен курорт с минерална вода. Има крайна жп гара. Населението му е 2245 души по данни от преброяването през 2008 г.